# Operacija Crvena krila
Operacija Crvena krila (engl. Operation Red Wings) bila je kombinirana vojna operacija koja se odvijala od kraja lipnja do sredine srpnja 2005. u planinskom području kotara Pecha u afganistanskoj pokrajini Kunaru oko 30 kilometara zapadno od glavnog grada pokrajine Asadabada. Cilj operacije bio je prekid aktivnosti antikoalicijskog pokreta (ACM) na ovom području i uspostavljanje stanja sigurnosti i funkcioniranja državnih institucija u svjetlu nadolazećih parlamentarnih izbora u Afganistanu 18. rujna 2005. godine.
Aktivnost antikoalicijskog pokreta u to je vrijeme vodila mala grupa mještana na čelu s Ahmadom Shahom, podrijetlom iz pokrajine Nangarhara. Shah i njegova malena skupina bili su glavne mete ove operacije. Za početnu fazu operacije Crvena krila, koju je osmislila 2. bojna 3. marinske pukovnije (2/3) američkog marinskog korpusa, korištena su sredstva i jedinice za specijalne namjene (SOF), uključujući članove američkih Navy SEAL-ova te pripadnike 160. zračnodesantne pukovnije za specijalne namjene (SOAR), poznatih po nadimku Noćni vrebači (Night Stalkers), podređene zapovjedništvu za specijalne operacije vojske (USASOC). Operacija se temeljila na prethodnom operacijskom modelu koji je osmislila sestrinska 3. bojna 3. marinske pukovnije (3/3), koja je prethodila 2. bojni u djelovanju na afganistanskom ratištu. Skupina od četiriju Navy SEAL-ova, sa zadatkom nadzora i izviđanja neprijateljske oružane skupine Ahmada Shaha i njihovih položaja, pala je u Shahovu zasjedu nekoliko sati nakon spuštanja užetom iz helikoptera MH-47 u područje djelovanja. Tri od četiriju Navy SEAL-ova poginula su u zasjedi. Helikopter snaga za brzu reakciju (quick reaction force, QRF) poslan je u pomoć, ali ga je jedan od Shahovih ratnika srušio bacačem raketa RPG-7, usmrtivši cjelokupnu borbenu skupinu koja se sastojala od osam Navy SEAL-a i osam pripadnika SOAR-a.
Operacija je potom preimenovana u Crvena krila II i produljena je za oko tri tjedna tijekom koje su tijela poginulih američkih vojnika izvučena iz područja borbi, a spašen je samo jedan od četiriju vojnika prve grupe za izviđanje i nadzor, Marcus Luttrell. Iako je djelomično ostvaren prvobitni cilj operacije: prekid aktivnosti antikoalicijskog pokreta, Ahmad Shah pregrupirao je svoje snage u Pakistanu te se vratio u područje čak s više ljudi i naoružanja. Regrutiranje novih boraca olakšala mu je reputacija koju je stekao nakon uspješne zasjede i obaranja američkog helikoptera. Tijekom naredne operacije Kitolovci, tri tjedna nakon završetka operacije Crvena krila, Shahova je skupina boraca posve onesposobljena u kolovozu 2005. u pokrajini Kunaru, a sam je Shah teško ranjen.

## Pozadina i razvoj
Nakon početnih faza invazije na Afganistan 2001. aktivnost američke vojske i koalicijskih partnera promijenjena je s operacija zauzimanja teritorija na one protugerilske prirode. Jedan od glavnih ciljeva koalicije 2004. u Afganistanu bila je izgradnja nacije, tj. pružanje sigurnog okruženja pogodnog za osnivanje i razvoj demokratski izabrane vlade, ali i za potporu infrastrukture. Ključna prekretnica u ovoj kampanji bili su afganistanski nacionalni parlamentarni izbori 18. rujna 2005. Dok je većina provincija u Afganistanu imala stabilna sigurna okruženja, provincija Kunar, koja se nalazi u istočnom Afganistanu na granici s Pakistanom, nije. Da bi se stanovnicima Afganistana, i svijetu općenito, rezultati izbora činili legitimnima, svi izbori u državi trebali bi se nastaviti „neometano”; bez vanjskog utjecaja bilo američkih ili koalicijskih snaga, bilo snaga Talibana, uključujući one u Kunaru. U to vrijeme pobunjeničku su aktivnost u pokrajini Kunaru pokazale 22 identificirane skupine, individualne skupine čiji je raspon odanosti išao od slabašnih veza s talibanima i al-Qaidom do većine koja nije bila ništa više od pukih lokalnih kriminalaca. Ove su skupine kolektivno znane kao antikoalicijska milicija (engl. ACM), a zajedničko obilježje u svih bio je snažan otpor ujedinjenju zemlje i posljedičnoj rastućoj prisutnosti tijela nacionalne vlasti u Kunaru jer su ona predstavljala prijetnju njihovim aktivnostima bez obzira na to da li su te aktivnosti bile pokušaji u pomaganju pobunjenim neotalibanima ili krijumčarenje drva. Odredivši za svoj cilj uspješne izbore u Kunaru, vojne su se operacije u tom području prvenstveno fokusirale na prekid aktivnosti ACM-a pa su u ovim vojnim operacijama uporabljene mnoge različite jedinice i operativni konstrukti radi postizanja ovoga cilja.